# 氣泡布

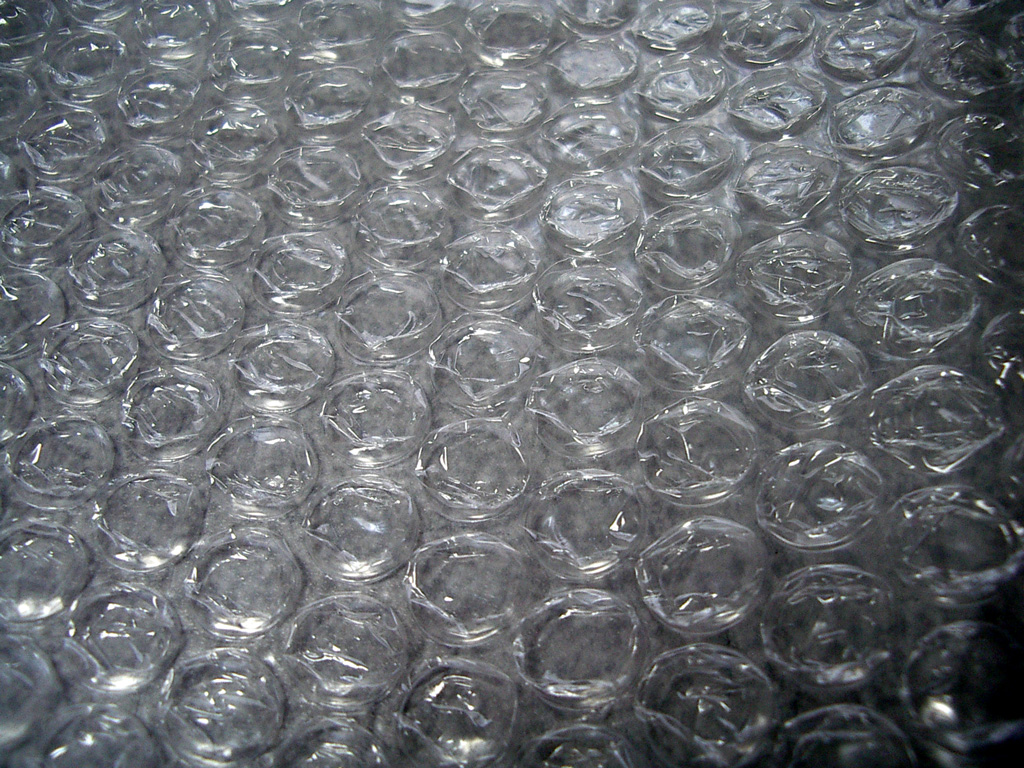
氣泡布

氣泡布（英語：Bubble Wrap） 是一種塑膠包裝材料，一般呈透明狀，上面佈滿注入空氣的小氣泡，又稱為气泡包装、氣泡紙、气泡膜、
泡泡紙。“Bubble Wrap”和“Bubble Wrap”是希悦尔公司的注册商标。

由於氣泡能有效緩衝，避免包裹碰撞，因此通常用來包装易碎或不耐衝擊的物品。有些氣泡布做成袋狀，或貼附在紙製封套裡面，可直接裝入物品。

## 历史

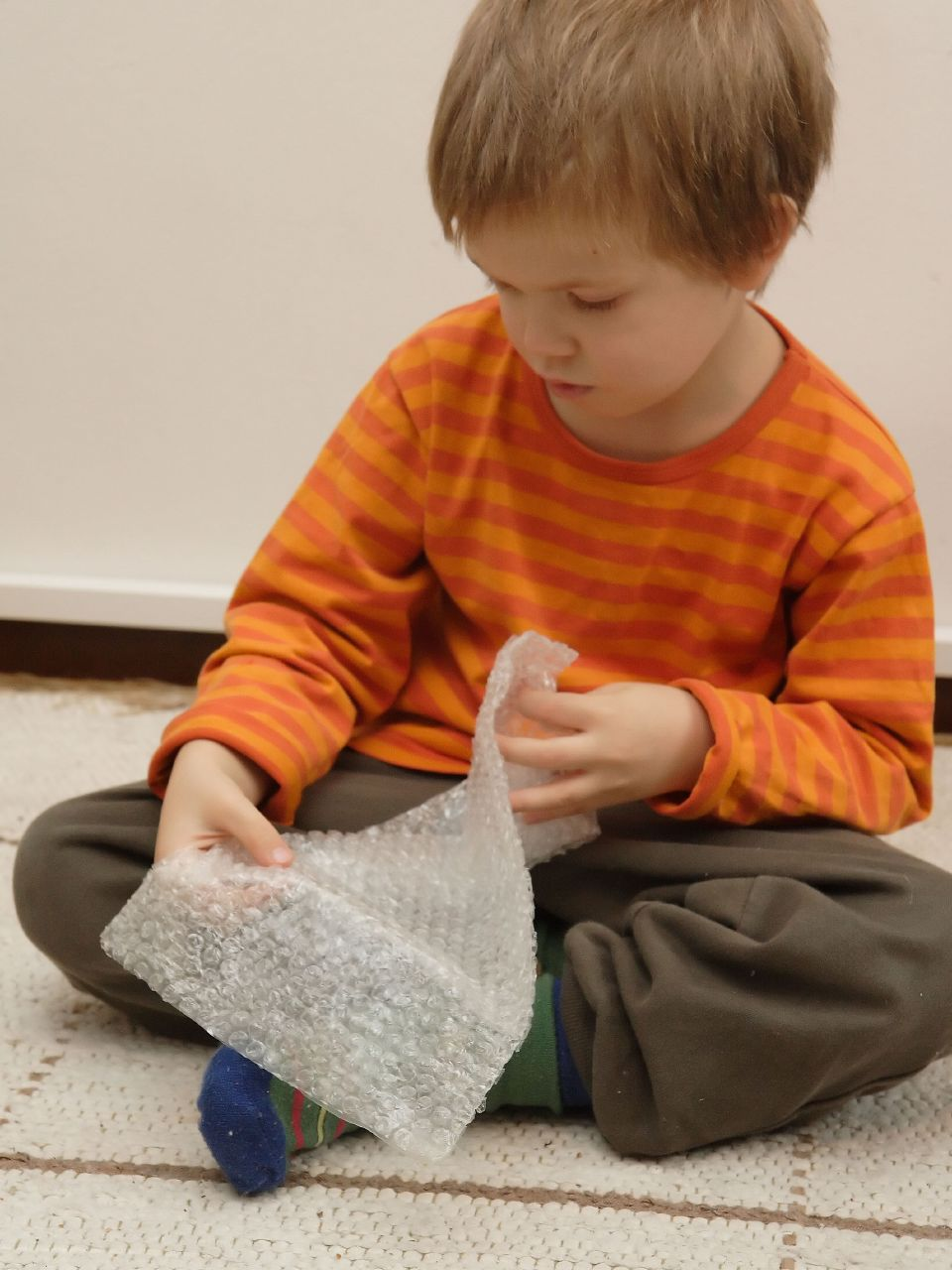
一个孩子在玩气泡布

氣泡布最初的发明是從幼童用的塑膠游泳池中得到概念的。現在的氣泡布一般是由兩塊PE塑膠組成的，方法是在其中一面塑膠成型後突出的圓柱狀中央注入空氣後，再用另一塊封閉，這樣就能達到防壓的用途。
一般使用者會利用有氣泡突起的一面來包裹物品，但實際上無論用任何一面的效果都是相同的。而對於博物館、美術館等收藏品的包裝，如要單以氣泡布包裹，應以「塑膠面」接觸藏品，「氣泡」朝外，是為避免氣泡於長時間包裝或外在環境因素導致塑膠材老化而在藏品上留有氣泡的形狀，較敏感的藏品材質如相片反應更甚。但如果需要長時間包裝或收存藏品，盡量不以塑膠材料包裝，或是換以無酸材料。

## 娱乐
部分玩具生產商會把小塊的氣泡布當作玩具出售。
希悦尔公司将每年一月的最后一个星期一

定为气泡薄膜感谢日

并在那一天举行庆祝活动。